# Halberstädter Mitteleinstiegswagen

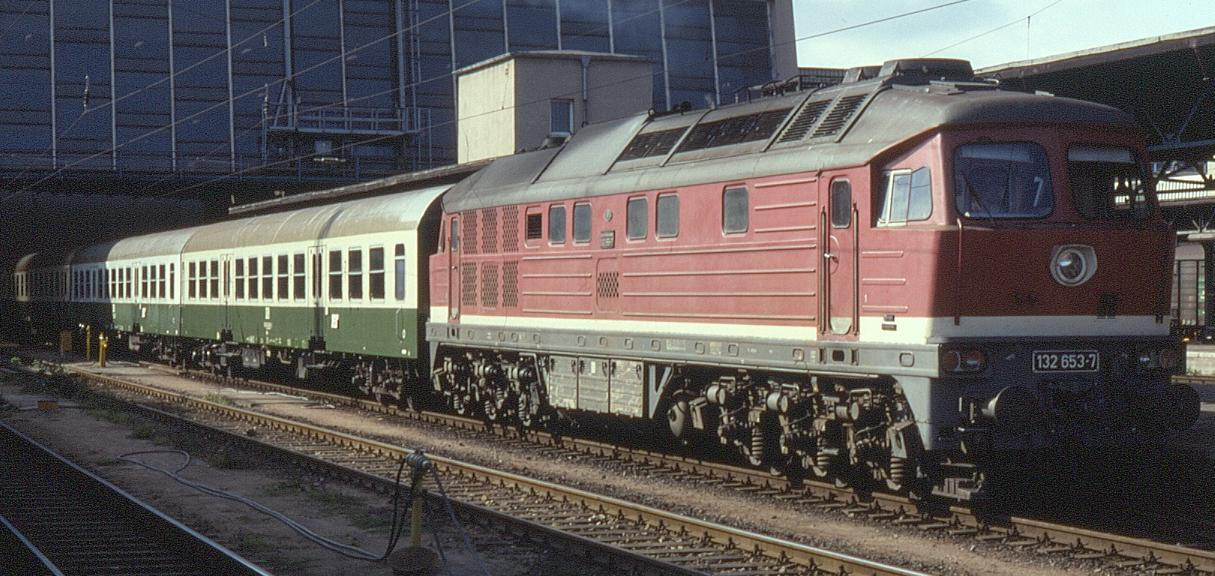
Halberstädter Mitteleinstiegswagen bakom DR 132 på Chemnitz Hbf i september 1991.

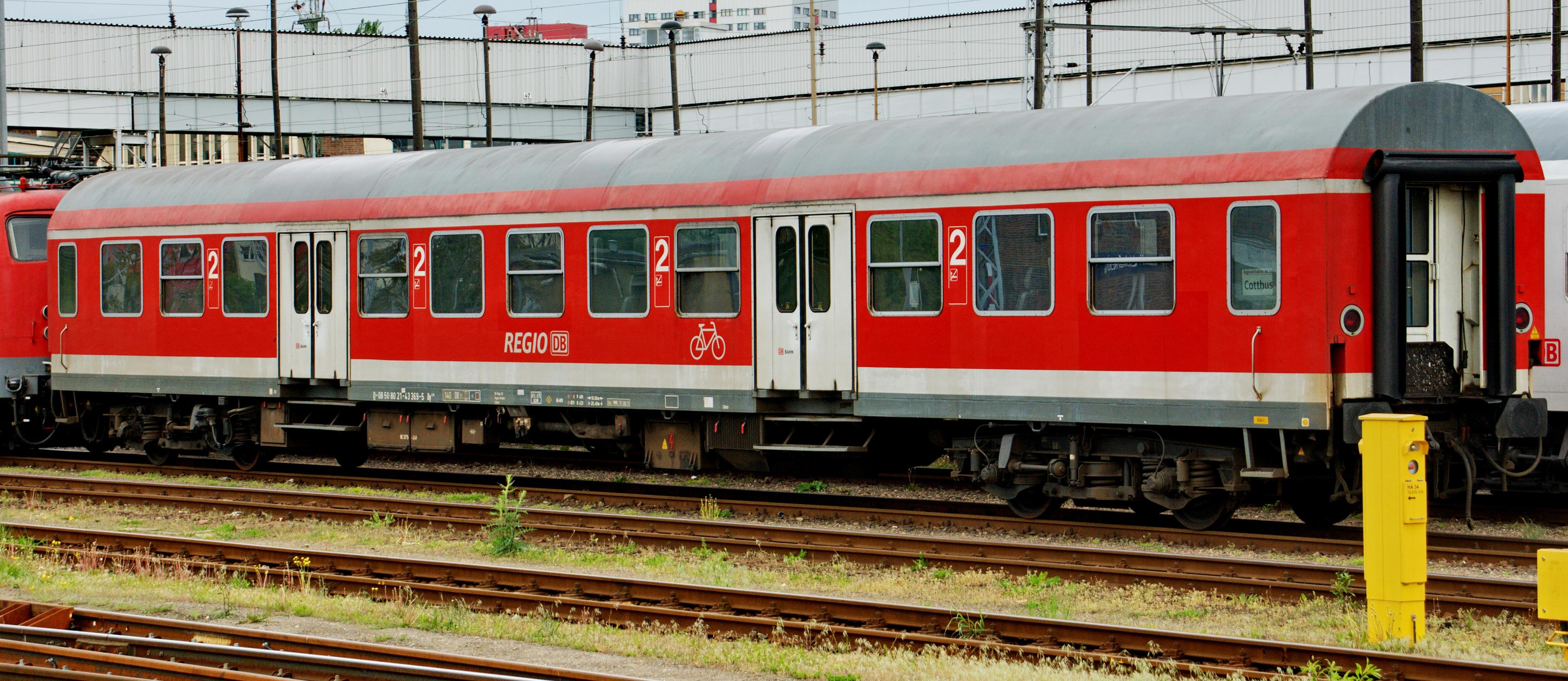
I DB:s röda färgschema.

Halberstädter Mitteleinstiegswagen är en personvagnstyp som anskaffades av Deutsche Reichsbahn på 1970- och 1980-talen. Vagnarna tillverkades av Raw Halberstadt. Ursprungligen var vagnarna uteslutande andra klass. Under åren 1978 till 1983 byggdes totalt 1279 med littra Bmhe. 

## Färgschema och trafikering
Färgskalan i den första serien hölls i den vanliga DR-mörkgrön med grått tak. Under andra halvan av 1981 introducerade DR ett nytt färgkoncept för fjärrtågstrafik. Det nya färgschemat var i kromoxidgrönt med elfenbensfärgade fönster och brunt tak. Främst målades de vagnar om som var stationerade på stationer varifrån fjärrtåg utgick från. 
Från 1986 blev de flesta Bmhe ändrade till Bme. 1992 byggdes många av vagnarna om vilket medförde nya littera. Vagnar som fick första- och andra klassutrymmen blev ABy. Vagnar med andraklass- och cykelkupé blev Byd. I samband med ombyggnaden 1992 målades vagnarna om till DB:s färgschema i mintturkos/pastell. 1996 påbörjades ommålning till DB:s röda färgschema. 
För att vagnarna skulle kunna användas i push-pulltåg byggdes ett antal Bmh-vagnar om till manövervagnar. Vagnarna fick en kantig gestaltning likt DB-Baureihe 628:s hytt, som skiljde sig från Silberlings manövervagnars utformning, och fick namnet Wittenbergkopf. Samma utformning på hytten användes senare på Silberlingervagnar som byggdes om till manövervagn.